# BMW R67

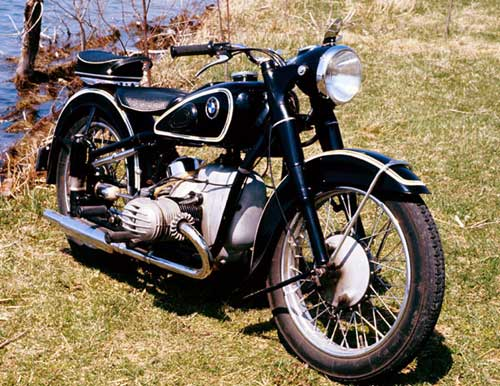
De R 67 had nog stalen beschermingshoezen op de voorvork

De BMW R 67 is een motorfiets van het merk BMW.

## Voorgeschiedenis
In 1941 was de productie van het 600cc model R66 vanwege de oorlogsproductie die de BMW fabrieken moesten draaien beëindigd. De 600cc modellen waren bijzonder populair als zijspantrekkers. Na de Tweede Wereldoorlog kwam de productie van motorfietsen slechts mondjesmaat op gang. Pas in 1950 verscheen er weer een boxermotor, de 500cc R 51/2. Deze had nog de vooroorlogse kopklepmotor met twee kettingaangedreven nokkenassen. De R 51/2 werd in 1951 al vervangen door de R 51/3, die een geheel nieuwe motor had. Zo had hij nog slechts één, tandwielaangedreven nokkenas. Tegelijkertijd kwam er een nieuw 600cc model, de R 67 op de markt.

## R 67
Het gelaste uit ovale pijp getrokken buisframe met plunjervering, halve naaf trommelremmen en een telescoopvork werd nog steeds toegepast. Aan het frame zaten kogelkoppelingen voor zijspan montage daarmee samenhangend was er de speciale overbrengingsverhouding in de eindaandrijving leverbaar om meer trekkracht te realiseren bij zijspangebruik. Motor, versnellingsbak en cardanhuis waren van gegoten aluminium. De motor was met twee steekassen in het frame gehangen, de gelijkstroomdynamo zat op de voorzijde van de krukas. Aan de achterkant zat het zware vliegwiel met een kijkgat om de ontsteking af te stellen.
Toch waren er flinke vernieuwingen uitgevoerd. De accuontsteking was vervangen door een magneetontsteking met een centrifugaalvervroeging, zodat de lastige handregeling was verdwenen. De twee kettingaangedreven nokkenasen waren weer vervangen door één enkel exemplaar, dat door tandwielen werd aangedreven. De motor vrijwel "vierkant" (boring x slag 72 x 73mm). De rubberen trillingsdemper in de cardanas kreeg een verchroomde ring. De R 67 kreeg in tegenstelling tot het zustermodel R 51/3 nog geen volle naaf trommelremmen, die werden pas vanaf 1954 op de R 67/2 toegepast.
De R 67 werd al in hetzelfde jaar opgevolgd door de R 67/2. Er waren toen 1470 exemplaren gebouwd. De R67/3 werd in 1955 als zijspancombinatie op de markt gebracht.

### Technische gegevens
| periode                        | 1951                                   | 1951                                   | 1951                                   |
| categorie                      | toermotor                              | toermotor                              | toermotor                              |
| motortype                      | kopklepmotor                           | kopklepmotor                           | kopklepmotor                           |
| bouwwijze                      | langsgeplaatste tweecilinderboxermotor | langsgeplaatste tweecilinderboxermotor | langsgeplaatste tweecilinderboxermotor |
| boring                         | 72 mm                                  | 72 mm                                  | 72 mm                                  |
| slag                           | 73 mm                                  | 73 mm                                  | 73 mm                                  |
| cilinderinhoud                 | 590 cc                                 | 590 cc                                 | 590 cc                                 |
| max. vermogen                  | 19,5 kW/26 pk                          |                                        |                                        |
| topsnelheid                    | ca. 140 km/h                           |                                        |                                        |
| aandrijving                    | cardanas                               | cardanas                               | cardanas                               |
| rijwielgedeelte                | dubbel wiegframe, buisframe            | dubbel wiegframe, buisframe            | dubbel wiegframe, buisframe            |
| gewicht gebruiksgereed         | 192 kg                                 |                                        |                                        |
| Max. totaalgewicht             | 355 kg                                 |                                        |                                        |
| max. totaalgewicht met zijspan | 600 kg                                 |                                        |                                        |
| wielbasis                      | 1.400mm                                | 1.400mm                                | 1.400mm                                |
| voorganger                     | R 66                                   | R 66                                   | R 66                                   |
| opvolger                       | R 67/2, R 67/3                         | R 67/2, R 67/3                         | R 67/2, R 67/3                         |